# إبرسبيرغر فورست
بَلْدَة إِبِرسبِيرغر فُورِست (بالأَلمانِيَّة: Gemeindefreies Ebersberger Forst) هي بَلدَة أَلمانِيَّة حُرَّة في مِنطَقَة إِبِرسبِيرغٌ التَّابِعة لِمُحافظة باڤارِيا العُليَا في وِلاَية باڤارِيا في جُمهُوريَّة أَلمَانيَا الاِتّحاديّة بمِساحة تُقَدَّر بحَوالَي 18 كم².